# 13. februar
13. februar er dag 44 i året, i den gregorianske kalender. Der er 321 dage tilbage af året (322 i skudår).
- Dagens navn: Benignus. Han er begravet i Dijon og over hans grav er klostret Saint-Benigne og domkirken rejst. Benignus er Dijons skytshelgen.

### Begivenheder
Født - Dødsfald
- 1542 - Henrik 8.s femte hustru, Catherine Howard henrettes for utroskab.
- 1668 - Spanien anerkender  Portugal som en selvstændig stat.
- 1689 - Den hollandske prins Vilhelm af Oranien bestiger den britiske trone som Vilhelm 3. af England.
- 1692 - Ved Glen Coe i Skotland bliver 38 medlemmer af MacDonalds klanen massakreret af deres fjender, Cambell klanen.
- 1894 - Brødrene Lumière tager patent på en "cinematographe", som er en kombination af et filmkamera og en projektor.
- 1950 - Albert Einstein udsender en advarsel mod rustningskapløbet / Den kolde krig.
- 1953 - Nordisk Råds første møde på Christiansborg åbnes af kong Frederik 9.
- 1958 - Danmarks første regnemaskine DASK lavet af Regnecentralen er klar til brug.
- 1960 - Frankrig foretager sin første atombombeprøvesprængning.
- 1975 - Tyrkiske cyprioter erklærer den tyrkisk besatte del af Cypern for en selvstændig delstat.
- 2001 - Et jordskælv af en styrke på 6,6 efter Richterskalaen rammer El Salvador, og mere end 400 mennesker omkommer.
- 2021 - Senatet frifinder tidligere præsident Donald Trump for anklagerne ved den anden rigsretssag mod ham.

### Født
- 1867 - Emil Holm, dansk sanger og generaldirektør (død 1950).
- 1888 - Georg Papandreou, græsk politiker og ministerpræsident (død 1968).
- 1890 - Jørgen Niels Peter Chemnitz, grønlandsk tolk (død 1956)
- 1893 - Karla Nielsine Kristine Andersen, dansk kvinde der var passager på RMS Titanic, (død 1980)
- 1903 - Georges Simenon, belgisk forfatter (død 1989).
- 1923 - Chuck Yeager, amerikansk officer og testpilot (død 2020).
- 1924 - Jean-Jacques Servan-Schreiber, fransk jounalist og politiker (død 2006).
- 1924   - Niels E. Nielsen, dansk forfatter (død 1993).
- 1926 - Carl Bro, dansk civilingeniør (død 2006).
- 1926   - Verner Panton, dansk designer (død 1998).
- 1929 - Villy Sørensen, dansk filosof og forfatter (død 2001).
- 1930 - Israel Kirzner, amerikansk økonom.
- 1931 - Jørgen Kiil, dansk skuespiller (død 2003).
- 1933 - Leon Feder, dansk teaterinstruktør og tidligere teaterchef.
- 1933   - Kim Novak, amerikansk skuespiller.
- 1936 - Lilli Gyldenkilde, dansk politiker (død 2003).
- 1937 - Sigmund Jähn, tysk kosmonaut (død 2019).
- 1938 - Oliver Reed, engelsk skuespiller (død 1999).
- 1939 - Charlotte Ernst, dansk skuespiller (død 1973).
- 1939   - Beate Klarsfeld, tysk nazi-jæger.
- 1942 - Peter Tork, amerikansk musiker i The Monkees (død 2019).
- 1942   - Anette Faaborg, dansk direktør for Dansk Musikinformations Center.
- 1944 - Stockard Channing, amerikansk skuespiller.
- 1946 - Richard Blumenthal, amerikansk sergent og politiker, 23. Attorney General of Connecticut.
- 1946   - Colin Matthews, engelsk komponist og pædagog.
- 1947 - Dick Kaysø, dansk skuespiller.
- 1950 - Peter Gabriel, engelsk musiker.
- 1958 - Pernilla August, svensk skuespiller.
- 1959 - Michael Mathiesen, dansk iværksætter og direktør.
- 1971 - Peter Nørklit, dansk håndboldspiller.
- 1972 - Rikke Louise Andersson, dansk skuespiller.
- 1973 - Tobias Trier, dansk musiker og komponist.
- 1974 - Robbie Williams, britisk sanger.
- 1974   - Gus Hansen, dansk professionel pokerspiller.
- 1979 - Anders Behring Breivik, norsk terrorist

### Dødsfald
- 1543 - Johannes Eck, tysk teolog og humanist (født 1486).
- 1616 - Anders Sørensen Vedel, dansk historiker (født 1542).
- 1660 - Karl 10. Gustav, svensk konge (født 1622).
- 1835 - Christen Jacobsen, dansk brygger (født 1773).
- 1845 - Heinrich Steffens, norsk-tysk naturvidenskabsmand (født 1773).
- 1883 - Richard Wagner, tysk komponist (født 1813).
- 1906 - Albert Gottschalk, dansk maler (født 1866).
- 1909 - H.E. Hørring, dansk konsejlspræsident 1897-1900 (født 1842).
- 1909 - Julius Thomsen, dansk kemiker og professor (født 1826).
- 1916 - Vilhelm Hammershøi, dansk maler (født 1864).
- 1917 - Frans Schwartz, dansk maler (født 1850).
- 1958 - Christabel Pankhurst, engelsk suffragette (født 1880).
- 1985 - Karl Bovin, dansk maler (født 1907).
- 1986 - Georg Nørregård, dansk historiker og forfatter (født 1904)
- 2006 - Anker Taasti, dansk skuespiller (født 1929).
- 2007 - Holger Vistisen, dansk skuespiller (født 1932).
- 2009 - Jørgen Ole Børch, kgl. dansk operasanger (født 1951).
- 2014 - Richard Møller Nielsen, dansk fodboldtræner (født 1937).
- 2018 - Hans Kongelige Højhed Prins Henrik, Hendes Majestæt Dronning Margrethe 2.s ægtemand (født 1934).

|  | Denne datoartikel kan blive bedre, hvis der indsættes et (bedre) billede Du kan hjælpe ved at afsøge Wikimedia Commons for et passende billede eller uploade et godt billede til Wikimedia Commons iht. de tilladte licenser og indsætte det i artiklen. |